# Gorenje
Gorenje (IPA: [ɡɔˈrɛ̀ːnjɛ]) er en slovensk elektronik- og hvidevareproducent.
Med en markedsandel på 4% er Gorenje blandt de otte største hvidevareproducenter i Europa.

Selskabet blev grundlagt i landsbyen Gorenje i 1950 og begyndte at producere landsbrugsmaskiner. I 1958 begyndte det at producere komfurer, og flyttede til det nuværende hjemsted Velenje, hvor det opførte sin egen fabrik. I 1961 kom den første eksportfremgang, da der blev eksporteret 200 komfurer til Tyskland.
Selskabet har udvidet sortimentet med vaskemaskiner, køleskabe og frysere. Senere har det opkøbt andre firmaer, og har udvidet med en række nye produkter, blandt andet medicinske instrumenter, telekommunikation og fjernsynsapparater, udover hvidevarer, før det igen koncentrerede sig om kerneproduktionen. Antal ansatte i bedriften i Jugoslavien voksede til over 20 000. 
Fra 1991 fulgte en omorganisering og privatisering og Gorenje blev omdannet til et aktieselskab. Opløsningen af Jugoslavien medførte at Gorenje mistede store dele af det hjemlige marked, og selskabet valgte at gå stærkt ind på eksportmarkedet. I dag eksporteres 84 % af produktionen til EU og Østeuropa. Produktionen og produkterne blev samtidig moderniseret. Virksomhed har eksempelvis satset meget på produktdesign gennem samarbejde med blandt andet Pininfarina. Produkterne sælges under varemærkerne Gorenje, Mora, Atag, Pelgrim, Etna, Körting og Sidex produceres i hovedfabrikken i Velenje, på komfurfabrikken Mora Moravia i Tjekkiet og på køleskabs/fryserfabrikken i Valjevo (Serbien).